# مدیریت لجن مدفوع

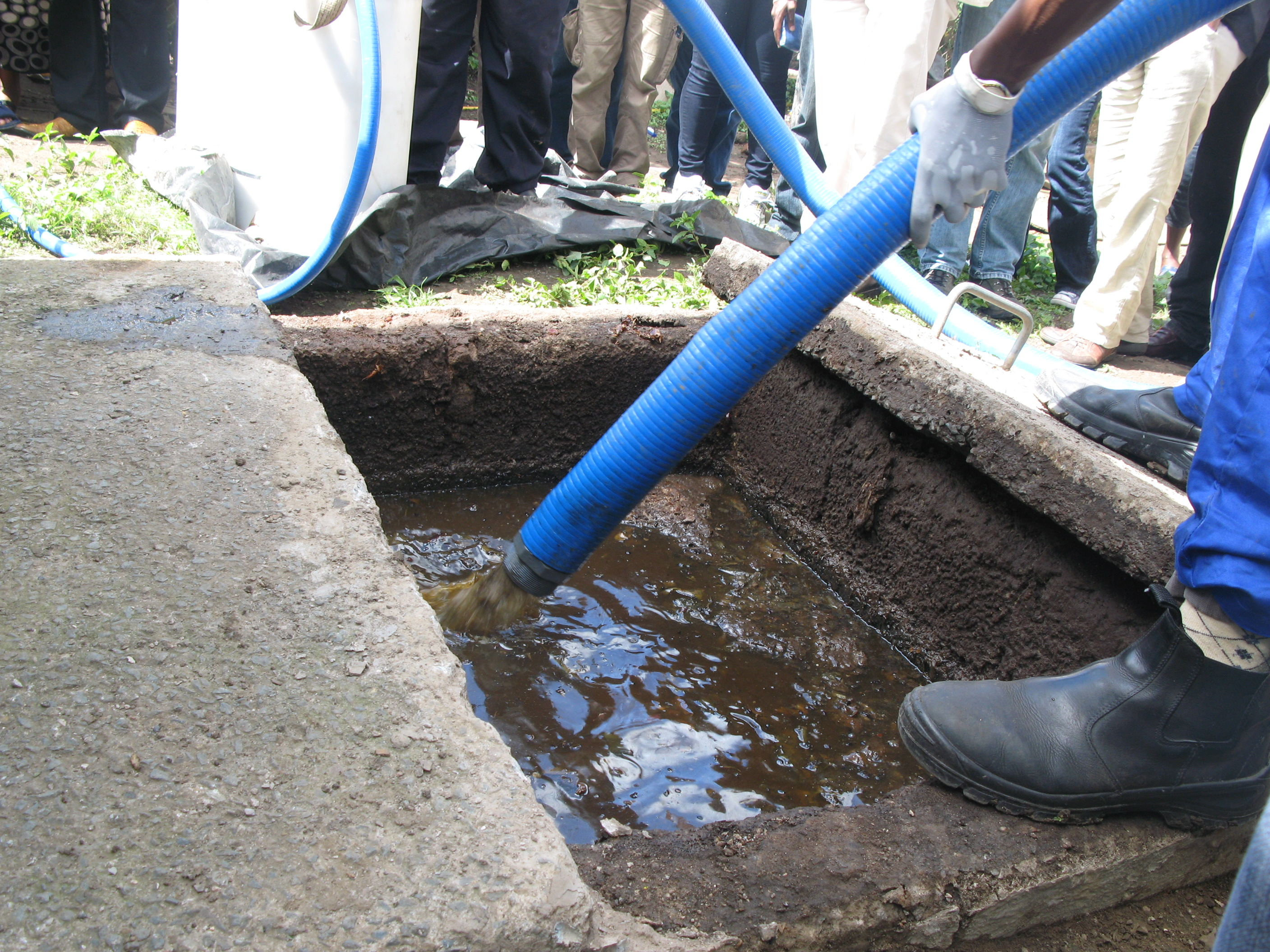
لجن مدفوع در حال پمپاژ از یک توالت گودالی در دوربان، آفریقای جنوبی

مدیریت لجن مدفوع (به انگلیسی: Fecal sludge management)، ذخیره‌سازی، جمع‌آوری، حمل و نقل، تصفیه و استفاده نهایی یا دفع ایمن لجن مدفوع است. جمع‌آوری، حمل و نقل، تصفیه و استفاده نهایی از لجن مدفوع، "زنجیره ارزش" یا "زنجیره خدمات" مدیریت لجن مدفوع را تشکیل می‌دهند. لجن مدفوع به‌طور گسترده به عنوان آنچه در سیستم‌های بهداشتی در محل انباشته می‌شود (به عنوان مثال توالت‌های چاله‌ای، مخازن سپتیک و محلول‌های مبتنی بر کانتینر) تعریف می‌شود و به‌طور خاص از طریق فاضلاب منتقل نمی‌شود. این ماده از فضولات انسان و همچنین هر چیز دیگری که ممکن است به یک فناوری مهار در محل وارد شود، مانند آب شستشو، مواد پاک‌کننده (مانند دستمال توالت و مواد پاک‌کننده مقعد)، محصولات بهداشتی قاعدگی، آب خاکستری (مانند آب حمام یا آشپزخانه، از جمله چربی‌ها، روغن‌ها و گریس) و پسماند جامد. لجن مدفوعی که از سپتیک تانک خارج می‌شود را سپتاژ می‌گویند.

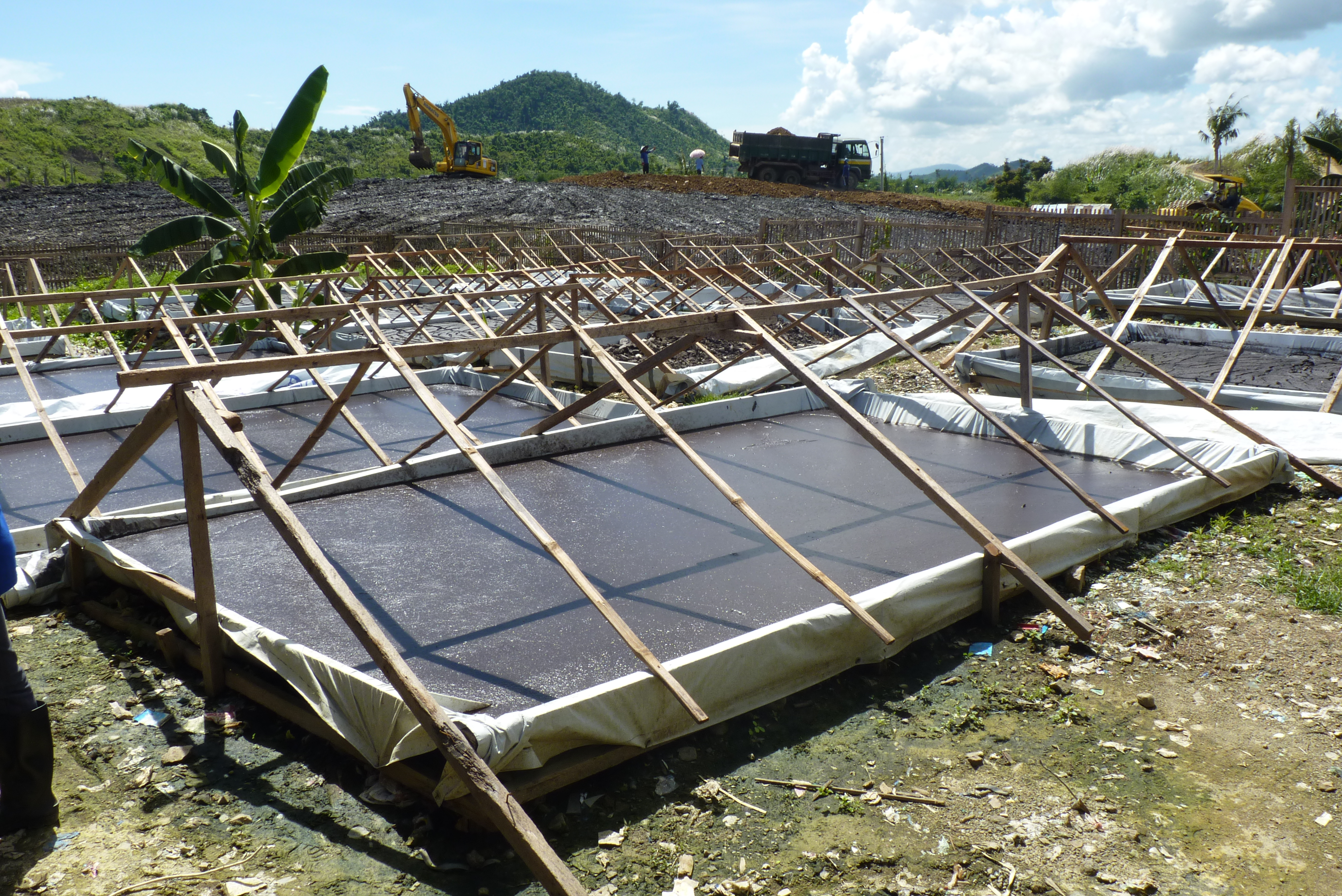
تخت خشک‌کن برای تصفیه اضطراری لجن مدفوع توسط آکسفام در فیلیپین